# Cherie Chung
Cherie Chung, de son vrai nom Chung Chor-hung (鍾楚紅, née le 16 février 1960), est une actrice hongkongaise très populaire dans les années 1980. Elle était connue comme la « Marilyn Monroe » du cinéma hongkongais pour sa beauté.

## Biographie
D'ethnie hakka, elle concourt en 1979 à l'élection de Miss Hong Kong et termine troisième. Elle est ensuite repérée par le réalisateur Johnnie To et fait ses débuts dans son premier film The Enigmatic Case (1980).
Sa beauté et son charme lui permettent de devenir l'une des actrices les plus populaires à Hong Kong à cette époque. Dans sa carrière cinématographique, l'un de ses rôles les plus célèbres est celui de Jennifer dans An Autumn's Tale  (1987) de Mabel Cheung, une femme éduquée de la classe moyenne tombant amoureuse d'un homme grossier et sans éducation joué par Chow Yun-fat.
Chung prend sa retraite dans les années 1990, son dernier film étant Les Associés (1991) de John Woo, qui est également un classique.

## Vie privée
Elle épouse le magnat de la publicité Mike Chu en 1991 aux États-Unis. Avant le mariage, ils se sont entendu pour ne pas avoir d'enfants. Le 24 août 2007, Chu meurt d'un cancer de l'estomac et reçoit un enterrement catholique.
Elle est également très active dans la promotion de la protection de l'environnement.

## Filmographie
- Les Associés (1991) - Cherie/Haricot Rouge
- Zodiac Killers (1991) - Mang Tit Lan
- Stars and Roses (1989)
- Happy Together (1989)
- Wild Search (1989) - Cher
- Diary of a Small Man (1989)
- Last Romance (1988)
- Golden Years (1988) - Chu So-So
- Mr. Mistress (1988) -  Ho's girlfriend
- Chaos by Design (1988)
- L' Hôtesse de la violence (1988) - Ko Sau-Ping
- The Eighth Happiness (1988) - Beautiful
- Golden Swallow (1988) - Hsiao-Hsueh/Lu Hsiao-Ping
- 18 Times (1988)
- Carry on Hotel (1988)
- Bet on Fire (1988) - Hung
- Walk on Fire (1988) - Miss Chung
- Couples, Couples, Couples (1988) - Mary Huang
- Fatal Love (1988) - Cecilia Yau Tai-Kam
- The Yuppie Fantasia (1988)
- One Husband Too Many (1988) - Frances
- Moon, Stars & Sun (1988) - GiGi
- An Autumn's Tale (1987) - Jennifer
- Spooky Kama Sutra (1987)
- Spiritual Love (1987) - Wei Hsiao-Tieh
- Goodbye Darling (1987) - Josephine
- Double Fixation (1987)
- Peking Opera Blues (1986) - Sheung Hung
- Happy Ding Dong (1986) - Din-Din
- Fascinating Affairs (1985) - Diana
- Women (1985)
- The Flying Mr. B (1985)
- Cher, Last Victory (1984) - Cherie Teng
- Banana Cop (1984) - Amy
- The Hidden Power of the Dragon Sabre (1984)
- My Darling Genie (1984)
- Prince Charming (1984) - Yuk Duk-mei
- Maybe It's Love (1984)
- Heaven Can Help (1984) - Cathy
- Descendant of the Sun (1983) - Princess
- Hong Kong Playboys (1983) - Mei
- Hong Kong, Hong Kong (1983) - Man Si Sun
- Le Gagnant (1983) - Shirley
- Twinkle Twinkle Little Star (1983)
- Eclipse (1982)
- The Dead and the Deadly (1982) - Miss Yuen
- It Takes Two (1982)
- The Story of Woo Viet (1981) - Shum Ching
- The Postman Strikes Back (1981) - Guihua
- The Enigmatic Case (1980) - Yao Puipui

## Nomination
- Hong Kong Film Awards 1988 : meilleure actrice pour An Autumn's Tale